# St. Petersburg Ladies Trophy 2019 - Qualificazioni singolare
Le qualificazioni del singolare del St. Petersburg Ladies Trophy 2019 sono state un torneo di tennis preliminare per accedere alla fase finale della manifestazione. Le vincitrici dell'ultimo turno sono entrate di diritto nel tabellone principale. In caso di ritiro di una o più giocatrici aventi diritto a queste sono subentrate le lucky loser, ossia le giocatrici che hanno perso nell'ultimo turno ma che avevano una classifica più alta rispetto alle altre partecipanti che avevano comunque perso nel turno finale.

## Teste di serie
1. Viktória Kužmová (secondo turno)
2. Belinda Bencic (secondo turno)
3. Vera Lapko (primo turno)
4. Andrea Petković (secondo turno)

1. Bernarda Pera (primo turno)
2. Ekaterina Aleksandrova (qualificata)
3. Lara Arruabarrena (primo turno)
4. Margarita Gasparjan (qualificata)

## Qualificate
1. Ysaline Bonaventure
2. Margarita Gasparjan

1. Ekaterina Aleksandrova
2. Tereza Martincová

### Lucky loser
1. Katie Boulter

1. Veronika Kudermetova

## Tabellone

### Legenda
| - Q = Qualificato - WC = Wild card - LL = Lucky loser | - ALT = Alternate - SE = Special Exempt - PR = Protected Ranking | - w/o = Walkover - r = Ritirato - d = Squalificato |

### Sezione 1
|  | Primo turno       | Primo turno         | Primo turno         | Primo turno | Primo turno |  |  | Secondo turno     | Secondo turno       | Secondo turno       | Secondo turno | Secondo turno |   |   | Ultimo turno        | Ultimo turno        | Ultimo turno | Ultimo turno | Ultimo turno |  |
|  |                   |                     |                     |             |             |  |  |                   |                     |                     |               |               |   |   |                     |                     |              |              |              |  |
|  | 1                 | Viktória Kužmová    | Viktória Kužmová    | 6           | 6           |  |  |                   |                     |                     |               |               |   |   |                     |                     |              |              |              |  |
|  |                   | Dejana Radanović    | Dejana Radanović    | 1           | 4           |  |  | 1                 | Viktória Kužmová    | Viktória Kužmová    | 4             | 3             |   |   |                     |                     |              |              |              |  |
|  | WC                | Tena Lukas          | Tena Lukas          | 2           | 4           |  |  |                   | Ysaline Bonaventure | Ysaline Bonaventure | 6             | 6             |   |   |                     |                     |              |              |              |  |
|  |                   | Ysaline Bonaventure | Ysaline Bonaventure | 6           | 6           |  |  |                   |                     |                     |               |               |   |   | Ysaline Bonaventure | Ysaline Bonaventure | 63           | 6            | 6            |  |
|  | Katarina Zavac'ka | Katarina Zavac'ka   | 6                   | 3           | 6           |  |  |                   |                     | Katie Boulter       | Katie Boulter | 7             | 4 | 2 |                     |                     |              |              |              |  |
|  | Tereza Smitková   | Tereza Smitková     | 2                   | 6           | 3           |  |  | Katarina Zavac'ka | Katarina Zavac'ka   | 7                   | 1             | 5             |   |   |                     |                     |              |              |              |  |
|  |                   | Katie Boulter       | 7                   | 3           | 6           |  |  | Katie Boulter     | Katie Boulter       | 6(1)                | 6             | 7             |   |   |                     |                     |              |              |              |  |
|  | 5                 | Bernarda Pera       | 65                  | 6           | 1           |  |  |                   |                     |                     |               |               |   |   |                     |                     |              |              |              |  |

### Sezione 2
|  | Primo turno          | Primo turno          | Primo turno          | Primo turno | Primo turno |  |  | Secondo turno | Secondo turno        | Secondo turno        | Secondo turno       | Secondo turno       |   |   | Ultimo turno | Ultimo turno         | Ultimo turno         | Ultimo turno | Ultimo turno |  |
|  |                      |                      |                      |             |             |  |  |               |                      |                      |                     |                     |   |   |              |                      |                      |              |              |  |
|  | 2                    | Belinda Bencic       | Belinda Bencic       | 6           | 6           |  |  |               |                      |                      |                     |                     |   |   |              |                      |                      |              |              |  |
|  |                      | Anhelina Kalinina    | Anhelina Kalinina    | 2           | 1           |  |  | 2             | Belinda Bencic       | Belinda Bencic       | 4                   | 3                   |   |   |              |                      |                      |              |              |  |
|  | Veronika Kudermetova | Veronika Kudermetova | Veronika Kudermetova | 6           | 6           |  |  |               | Veronika Kudermetova | Veronika Kudermetova | 6                   | 6                   |   |   |              |                      |                      |              |              |  |
|  | Martina Trevisan     | Martina Trevisan     | Martina Trevisan     | 2           | 3           |  |  |               |                      |                      |                     |                     |   |   |              | Veronika Kudermetova | Veronika Kudermetova | 1            | 0            |  |
|  | Jasmine Paolini      | Jasmine Paolini      | 7                    | 0           | 1           |  |  |               |                      | 8                    | Margarita Gasparjan | Margarita Gasparjan | 6 | 6 |              |                      |                      |              |              |  |
|  | Ljudmila Samsonova   | Ljudmila Samsonova   | 64                   | 6           | 6           |  |  |               | Ljudmila Samsonova   | Ljudmila Samsonova   | 3                   | 3                   |   |   |              |                      |                      |              |              |  |
|  |                      | Misaki Doi           | Misaki Doi           | 4           | 2           |  |  | 8             | Margarita Gasparyan  | Margarita Gasparyan  | 6                   | 6                   |   |   |              |                      |                      |              |              |  |
|  | 8                    | Margarita Gasparjan  | Margarita Gasparjan  | 6           | 6           |  |  |               |                      |                      |                     |                     |   |   |              |                      |                      |              |              |  |

### Sezione 3
|  | Primo turno                | Primo turno                | Primo turno                | Primo turno | Primo turno |  |  | Secondo turno     | Secondo turno          | Secondo turno          | Secondo turno          | Secondo turno          |   |   | Ultimo turno | Ultimo turno    | Ultimo turno    | Ultimo turno | Ultimo turno |  |
|  |                            |                            |                            |             |             |  |  |                   |                        |                        |                        |                        |   |   |              |                 |                 |              |              |  |
|  | 3                          | Vera Lapko                 | 2                          | 6           | 3           |  |  |                   |                        |                        |                        |                        |   |   |              |                 |                 |              |              |  |
|  |                            | Anastasia Zarycká          | 6                          | 2           | 6           |  |  | Anastasia Zarycká | Anastasia Zarycká      | Anastasia Zarycká      | 4                      | 3                      |   |   |              |                 |                 |              |              |  |
|  |                            | Anna Kalinskaja            | Anna Kalinskaja            | 6           | 7           |  |  | Anna Kalinskaja   | Anna Kalinskaja        | Anna Kalinskaja        | 6                      | 6                      |   |   |              |                 |                 |              |              |  |
|  | WC                         | Ana Konjuh                 | Ana Konjuh                 | 4           | 5           |  |  |                   |                        |                        |                        |                        |   |   |              | Anna Kalinskaja | Anna Kalinskaja | 64           | 0            |  |
|  | Valentini Grammatikopoulou | Valentini Grammatikopoulou | Valentini Grammatikopoulou | 1           | 1           |  |  |                   |                        | 6                      | Ekaterina Aleksandrova | Ekaterina Aleksandrova | 7 | 6 |              |                 |                 |              |              |  |
|  | Jana Fett                  | Jana Fett                  | Jana Fett                  | 6           | 6           |  |  |                   | Jana Fett              | Jana Fett              | 67                     | 0                      |   |   |              |                 |                 |              |              |  |
|  |                            | Valentina Ivachnenko       | 1                          | 0           | r           |  |  | 6                 | Ekaterina Aleksandrova | Ekaterina Aleksandrova | 7                      | 6                      |   |   |              |                 |                 |              |              |  |
|  | 6                          | Ekaterina Aleksandrova     | 6                          | 3           |             |  |  |                   |                        |                        |                        |                        |   |   |              |                 |                 |              |              |  |

### Sezione 4
|  | Primo turno | Primo turno           | Primo turno           | Primo turno | Primo turno |  |  | Secondo turno     | Secondo turno         | Secondo turno         | Secondo turno     | Secondo turno     |   |   | Ultimo turno          | Ultimo turno          | Ultimo turno          | Ultimo turno | Ultimo turno |  |
|  |             |                       |                       |             |             |  |  |                   |                       |                       |                   |                   |   |   |                       |                       |                       |              |              |  |
|  | 4           | Andrea Petković       | 6                     | 2           | 6           |  |  |                   |                       |                       |                   |                   |   |   |                       |                       |                       |              |              |  |
|  |             | Vitalija D'jačenko    | 2                     | 6           | 3           |  |  | 4                 | Andrea Petković       | Andrea Petković       | 4                 | 4                 |   |   |                       |                       |                       |              |              |  |
|  |             | Natal'ja Vichljanceva | Natal'ja Vichljanceva | 6           | 6           |  |  |                   | Natal'ja Vichljanceva | Natal'ja Vichljanceva | 6                 | 6                 |   |   |                       |                       |                       |              |              |  |
|  | WC          | Dar'ja Mišina         | Dar'ja Mišina         | 1           | 2           |  |  |                   |                       |                       |                   |                   |   |   | Natal'ja Vichljanceva | Natal'ja Vichljanceva | Natal'ja Vichljanceva | 4            | 1            |  |
|  | WC          | Oksana Selechmet'eva  | 6                     | 4           | 5           |  |  |                   |                       | Tereza Martincová     | Tereza Martincová | Tereza Martincová | 6 | 6 |                       |                       |                       |              |              |  |
|  |             | Magdalena Fręch       | 4                     | 6           | 7           |  |  | Magdalena Fręch   | Magdalena Fręch       | Magdalena Fręch       | 3                 | 2                 |   |   |                       |                       |                       |              |              |  |
|  |             | Tereza Martincová     | 3                     | 6           | 6           |  |  | Tereza Martincová | Tereza Martincová     | Tereza Martincová     | 6                 | 6                 |   |   |                       |                       |                       |              |              |  |
|  | 7           | Lara Arruabarrena     | 6                     | 1           | 4           |  |  |                   |                       |                       |                   |                   |   |   |                       |                       |                       |              |              |  |